# Barnabás Bese
Barnabás Bese (Budapest, 6 de mayo de 1994) es un futbolista húngaro que juega en la demarcación de defensa para el Újpest F. C. de la Nemzeti Bajnokság I.

## Selección nacional
Tras jugar con la selección de fútbol sub-17 de Hungría, la sub-18, la sub-19, la sub-20 y la sub-21, finalmente debutó con la selección absoluta el 4 de junio de 2016. Lo hizo en un partido amistoso contra Alemania que finalizó con un resultado de 2-0 a favor del combinado alemán tras el gol de Thomas Müller y un autogol de Ádám Lang. Además formó parte del combinado que disputó la Eurocopa 2016.

### Participaciones en Eurocopas
| Eurocopa      | Sede    | Resultado        | Partidos | Goles |
| ------------- | ------- | ---------------- | -------- | ----- |
| Eurocopa 2016 | Francia | Octavos de final | 1        | 0     |

## Clubes
| Club                | País    | Año       | Partidos | Goles |
| ------------------- | ------- | --------- | -------- | ----- |
| MTK Budapest F. C.  | Hungría | 2011-2016 | 118      | 9     |
| Le Havre A. C.      | Francia | 2016-2020 | 123      | 5     |
| Oud-Heverlee Leuven | Bélgica | 2020-2022 | 18       | 0     |
| MOL Fehérvár F. C.  | Hungría | 2022-2024 | 57       | 0     |
| Újpest F. C.        | Hungría | 2024-     | 25       | 2     |